# Dołni Dybnik (gmina)
Dołni Dybnik (bułg.: Община Долни Дъбник)  − gmina w północnej Bułgarii, w obwodzie Plewen.

## Miejscowości
Miejscowości wchodzące w skład gminy Dołni Dybnik:
- Byrkacz (bułg.: Бъркач),
- Dołni Dybnik (bułg.: Долни Дъбник) - stolica gminy,
- Gorni Dybnik (bułg.: Горни Дъбник),
- Gradina (bułg.: Градина),
- Kruszowica (bułg.: Крушовица),
- Petyrnica (bułg.: Петърница),
- Sadowec (bułg.: Садовец).